# منظره کوهستانی با رنگین‌کمان
منظرهٔ کوهستانی با رنگین‌کمان، نقاشی رنگ روغنی از هنرمند رمانتیسم آلمانی، کاسپار داوید فریدریش است که در سال‌های ۱۸۰۹ تا ۱۸۱۰ خلق شده است. این نقاشی تصویری از یک مسافر را نشان می‌دهد که برای دیدن منظره‌ای کوهستانی با رنگین‌کمانی در آسمان توقف کرده است. این اثر از سفرهای فریدریش در سراسر آلمان و سواحل دریای بالتیک در سال ۱۸۰۹ الهام گرفته شده است. فریدریش که تحت تأثیر ارزش‌های رمانتیک تجربهٔ ذهنی بود، شخصیتی را به تصویر کشیده که شیفتهٔ عظمت طبیعت است.
در سال ۱۸۱۰، این نقاشی همراه با آثار دیگر توسط دوک کارل آگوست ساکس-وایمار خریداری شد. امروزه منظرهٔ کوهستانی با رنگین‌کمان در موزهٔ فولک‌وانگ در شهر اسن آلمان نگهداری می‌شود.

## زمینه

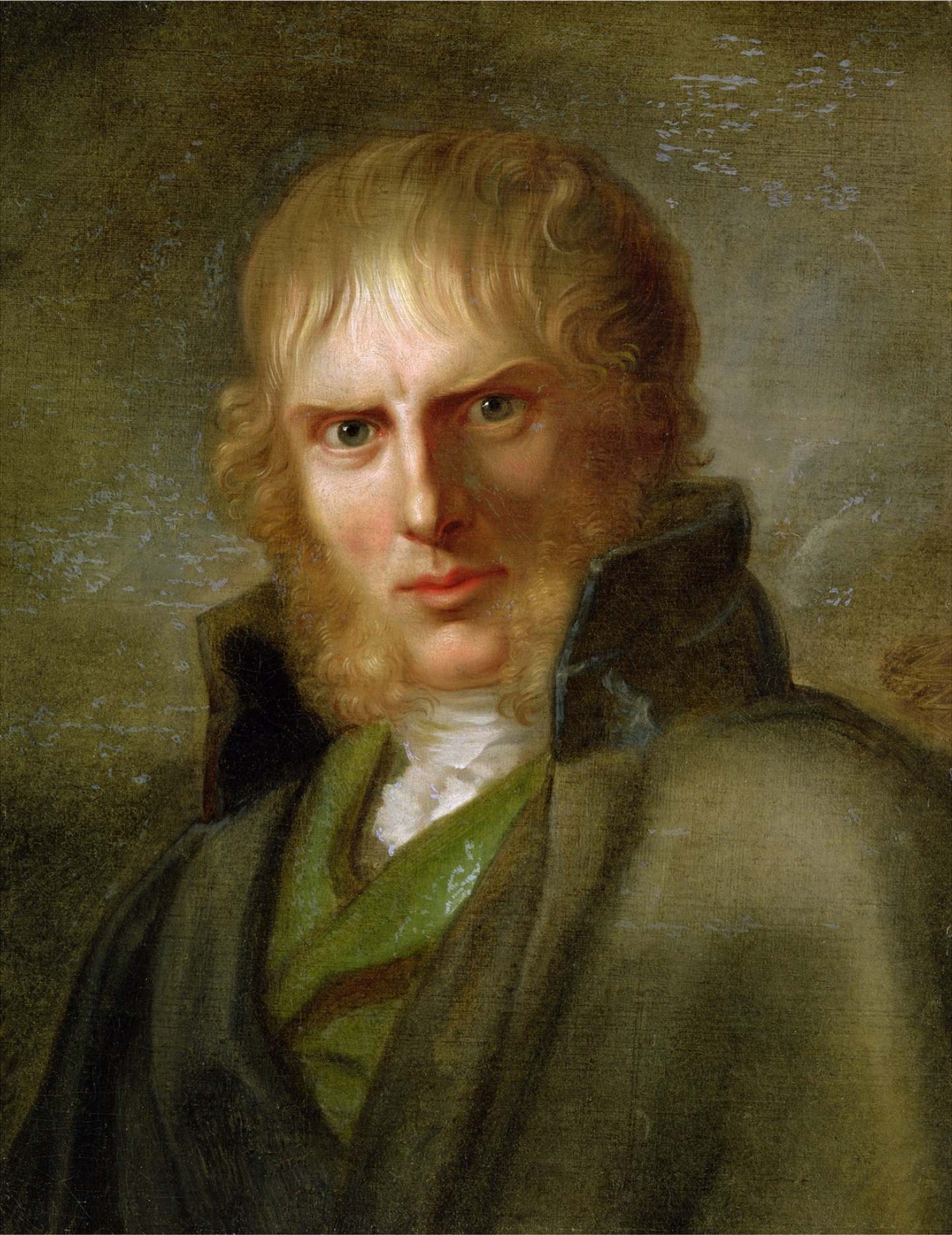
گرهارت فون کوگلگن، کاسپار داوید فریدریش، حدود ۱۸۰۸

فریدریش یکی از هنرمندان برجستهٔ جنبش رمانتیک آلمان بود که بر احساسات، معنویت و تجربهٔ فردی تأکید داشت. او معتقد بود که ذهنیت‌گرایی بخش اساسیِ بودنِ یک هنرمند است و نوشته بود: «قانون هنرمند احساس است. احساس خالص هرگز نمی‌تواند با طبیعت مخالفت کند بلکه همواره با آن هماهنگ است» و همچنین تأکید داشت که باید «چشم جسمانی‌ات را ببندی» و «نقاشی‌ات را با چشم معنوی ببینی».
او بیشتر به خاطر تمرکز بر به تصویر کشیدن زیبایی و قدرت متعالی طبیعت از طریق نقاشی‌های منظره‌اش شناخته می‌شود، اغلب با زمینه‌ای مذهبی. به عنوان یک پروتستان متعهد، فریدریش از نوشته‌های لودویگ گوت‌هارد کوزرگارتن (۱۷۵۸–۱۸۱۰)، کشیش و شاعر، الهام گرفت که موعظه می‌کرد خداوند را می‌توان از طریق تجربهٔ شخصی از طبیعت که تجلی اوست، دریافت کرد. استفادهٔ کوزرگارتن از تصاویر مستقیماً الهام‌گرفته از سواحل بالتیک در اشعار و موعظه‌هایش، ارتباط ویژه‌ای با فریدریش داشت که در منطقهٔ شمال شرقی آلمان، پومرانی، در کنار دریای بالتیک به دنیا آمده و بزرگ شده بود. فریدریش احترام مذهبی مشابهی نسبت به طبیعت در نقاشی‌های خود مانند راهب کنار دریا جاری ساخت. او به عنوان پیشگامی در هنر رمانتیک برای این آثار شناخته شد که شاعر آلمانی هنریش فون کلایست تأثیر ویژهٔ آنها را به عنوان «اثر کوزرگارتی» توصیف کرده است.
مرتبط با تعهد او به ایده‌آل‌های رمانتیک مانند تجربهٔ فردی و ذهنیت‌گرایی، فریدریش همچنین به خاطر استفاده از موتیف بصری روکن‌فیگور در نقاشی‌های منظره‌اش مشهور است؛ شخصیتی در پیش‌زمینهٔ نقاشی که پشتش به بیننده است و به طبیعت نگاه می‌کند. نمونهٔ مشهور این موتیف در نقاشی ۱۸۱۸ فریدریش به نام سرگردان بر فراز دریای مه دیده می‌شود. بینندهٔ نقاشی قرار است با روکن‌فیگور همذات‌پنداری کند، چرا که هر دو تماشاگر منظره هستند. روکن‌فیگور بیشتر منظر را به عنوان تجربه‌ای شخصی و ذهنی تعریف می‌کند تا دیدگاهی عینی.

## ترکیب‌بندی و تحلیل
در منظرهٔ کوهستانی با رنگین‌کمان، فریدریش طبیعت را به عنوان محصول تجربهٔ درونی فردی هنرمند از جهان به تصویر می‌کشد. او این بُعد شخصی را با نقاشی یک روکن‌فیگور در پیش‌زمینه نشان می‌دهد که ویژگی‌های فیزیکی مشابه خود او دارد؛ مردی بلوند با ریش پرپشت صورت. نگاه روکن‌فیگور پنهان است، که به بیننده اجازه می‌دهد با او همذات‌پنداری کند و بداند که منظرهٔ نقاشی‌شده از دیدگاه او دیده می‌شود. نحوه‌ای که منظره کاملاً اندازهٔ شخصیت را در بوم پوشش می‌دهد، تجربه‌ای متعالی از طبیعت را القا می‌کند.
این منظره نمایشی دقیق از طبیعت عادی نیست. برای مثال، رنگین‌کمان در تضاد مستقیم با طبیعت است، زیرا فقط زمانی ظاهر می‌شود که منبع نور آن پشت بیننده باشد. در منظرهٔ کوهستانی با رنگین‌کمان دو منبع نور وجود دارد: یکی خورشیدی که مرد پیش‌زمینه را روشن می‌کند و دیگری ماهی است که از میان ابرهای بالای رنگین‌کمان می‌تابد. هیچ‌کدام از منابع نور در موقعیتی نیستند که بتوانند رنگین‌کمان را ایجاد کنند. این موضوع نه تنها منظره را به عنوان تجربه‌ای ذهنی و شخصی از طبیعت بیشتر مشخص می‌کند، بلکه به عنوان نمادی مذهبی نیز عمل می‌کند.
کنتراست تیزبین پیش‌زمینه و پس‌زمینه — روشنایی شخصیت و تاریکی درهٔ کوهستانی — ممکن است تضاد بین دو سطح وجودی متفاوت، یعنی روحانی و جسمانی را نشان دهد. این دو جهان توسط رنگین‌کمان به هم متصل شده‌اند که به گفتهٔ پیتر راسل ممکن است اشاره‌ای به رنگین‌کمان در داستان کتاب مقدس کشتی نوح باشد که پیمان بین خدا و انسان‌ها را نمایندگی می‌کند. ریموند لی پیشنهاد می‌کند که رنگ‌های کمرنگ احتمالاً به عنوان تضاد نمادین با تاریکی تهدیدآمیز، نمادی از آرامش و وعدهٔ خداوند در نمایشی نمادین از درهٔ مرگ است. سنگی که شخصیت به آن تکیه داده نیز ممکن است به موضوعات مذهبی نقاشی کمک کند، چرا که فریدریش به‌کارگیری سنگ برای نشان دادن استحکام ایمان مسیحی را در آثار دیگر خود مانند محراب تچن معروف است.

فریدریش، راهب کنار دریا، ۱۸۰۹
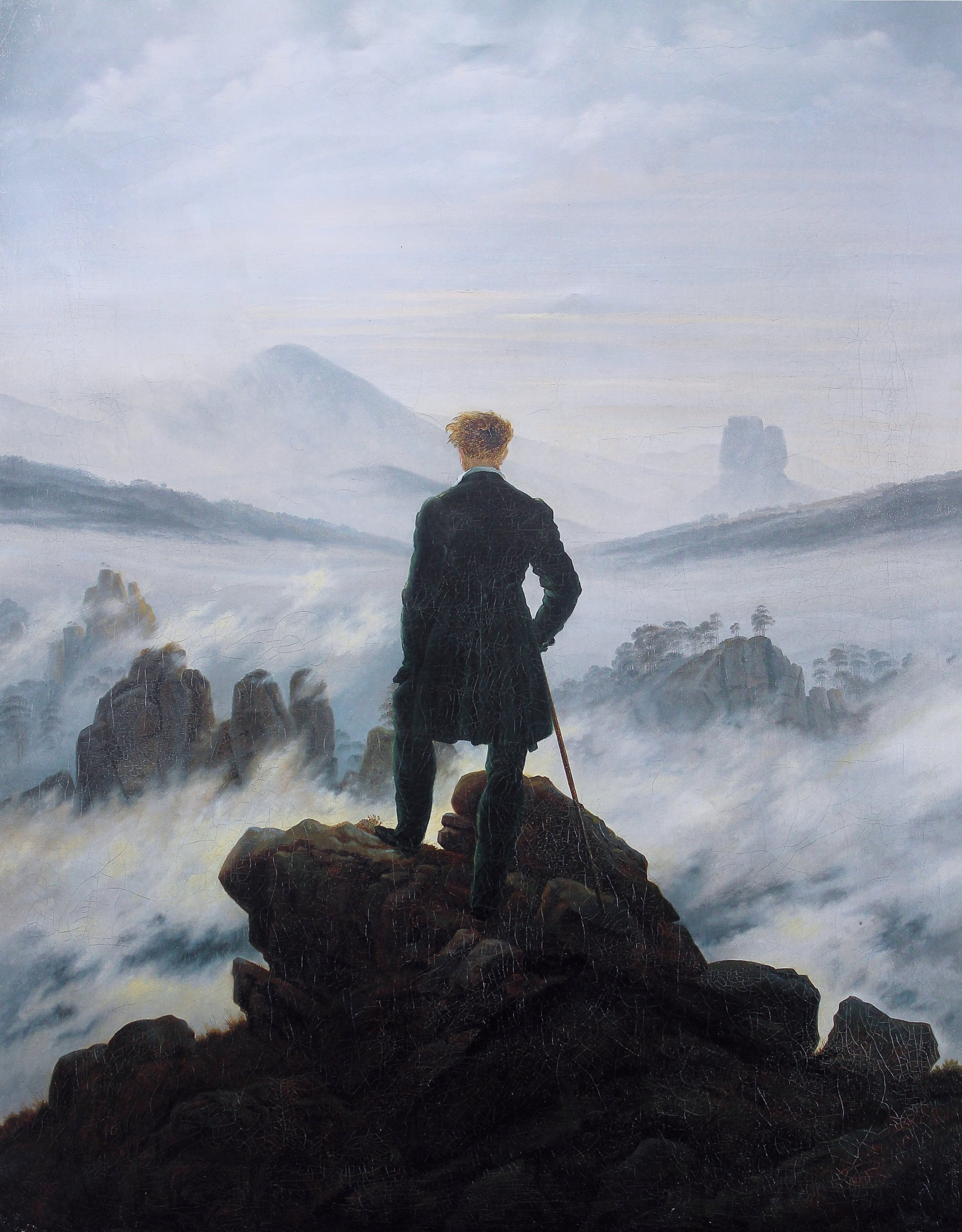
فریدریش، سرگردان بر فراز دریای مه، ۱۸۱۸
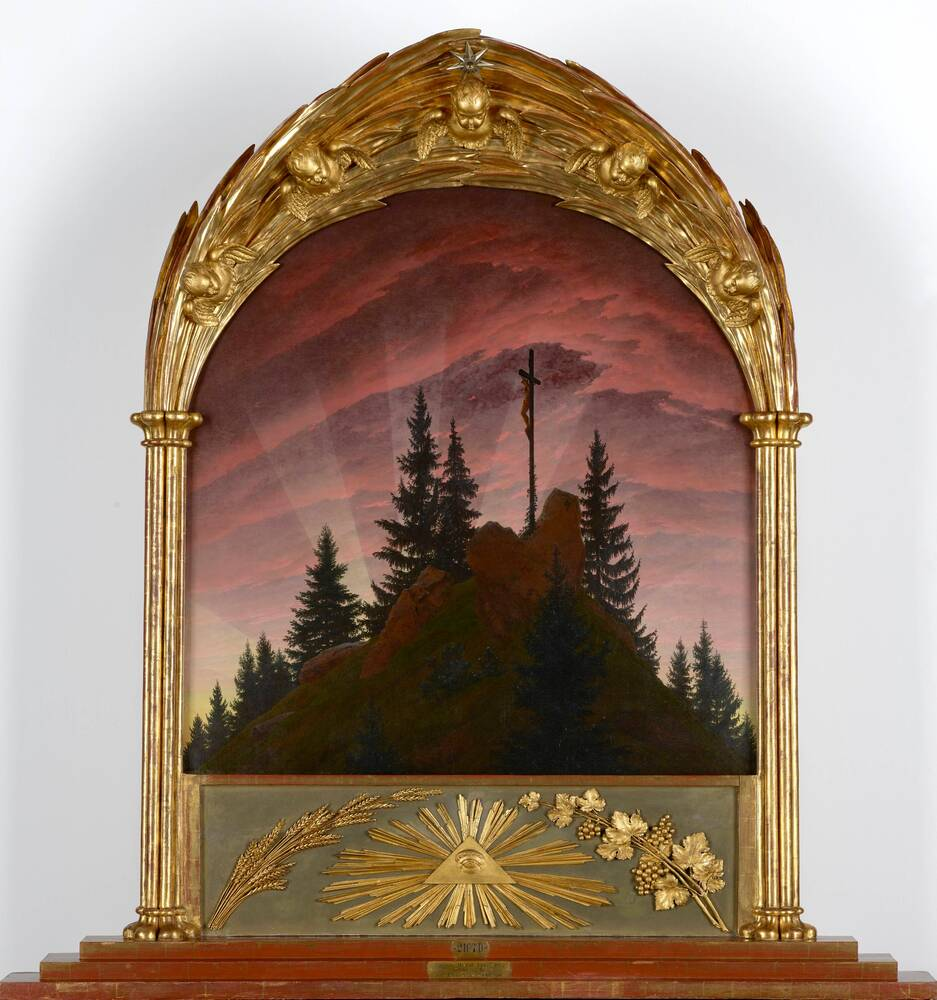
فریدریش، محراب تچن، ۱۸۰۸